# مشرع صفاء
مشرع صفاء (به عربی: مشرع الصفاء) یک شهرداری در الجزایر است که در استان تیارت واقع شده‌است. مشرع صفاء ۳۰۲٫۷۹ کیلومتر مربع مساحت و ۱۶٬۰۷۷ نفر جمعیت دارد.